# ANESSA
ANESSA（日語：アネッサ，台灣官方譯為安耐曬，中國大陸譯為安热沙）是日本資生堂製造、販售的皮膚保養化妝品品牌。

## 概要
- 宣傳口號「給最愛的肌膚，最強的ANESSA」。
- 主要是防禦紫外線的商品，主打是防曬乳·化妝水·乳液與粉底等。
- 1992年起取代「Intercept」品牌開始販售。之後反顧改良商品販售至今。
- 廣告於2010年啟用女演員蒼井優。

## 主打商品（2010年5月為止）
※粗體字為新產品。

### 防曬露
- Perfect UV Sunscreen AA 60mL/25mL
- Perfect Essence Sunscreen 60mL/25mL
- Perfect Pearly Sunscreen AA 60mL/25mL
- Milky Sunscreen (Town Use)60g
- Mild Face Sunscreen 35mL
- Baby Caring Sunscreen N 25mL
- Perfect Hair Sunscreen 100mL
- Lip Protector UV 4g

### 粉底
- Perfect UV pact
- Perfect UV liquid

### 潔膚
- Super-sunscreen Cleansing EX
- Super-sunscreen Cleansing EX (Sheet)

## 歷代電視廣告模特兒
- 1992年·1993年：緒川たまき
- 1994年：りょう
- 1995年：江角真紀子
- 1996年：田辺あゆみ
- 1997年：長谷川理恵
- 1998年：中本奈奈
- 1999年：理衣·花楓
- 2000年：小泉深雪
- 2001年：高橋マリ子·篠原ゆりこ·松井政美
- 2002年：吹石一恵
- 2003年：橋本麗香
- 2004年：上原美佐
- 2005年～2008年：蛯原友里
- 2009年：土屋安娜
- 2010年～2011年：蒼井優
- 2011年～2013年：安心亞

## 關聯項目
- 資生堂
- MAQuillAGE

## 外部連結
- （日語）資生堂 アネッサ（页面存档备份，存于）